# Falga (geslacht)
Falga is een geslacht van vlinders van de familie dikkopjes (Hesperiidae), uit de onderfamilie Hesperiinae.

## Soorten
- F. farina Evans, 1955
- F. jeconia (Butler, 1870)
- F. sciras Godman, 1901
- F. theoclea (Hewitson, 1870)